# Melchior Heinrich Schede
Melchior Heinrich Schede (* 29. Oktober 1632 in Hertzberg; † 5. November 1675 in Dresden) war ein deutscher Hofbeamter. Er war kurfürstlich-sächsischer Hof- und Justitienrat sowie Rittergutsbesitzer.

## Leben
Schede war nach dem Schulbesuch und seiner juristischen Ausbildung an der Universität Altdorf, die er mit einer Promotion abschloss, in den Dienst des Kurfürsten von Sachsen getreten und am Hof in Dresden Hof- und Justitienrat geworden. Ein entsprechend hohes Einkommen ermöglichte ihn den Erwerb des Rittergutes Liebersee bei Belgern. Als sich die Familie von Seydewitz aufgrund von Schulden gezwungen sah, ihr Rittergut Plotha im Amt Mühlberg versteigern zu lassen, erwarb er 1666 zusätzlich für sich dieses Gut. 1672 gehörte zum Rittergut Plotha auch das Vorwerk „Wohla“ (Wohlau), das auf einer früheren Wüstung angelegt worden war.
Als Melchior Heinrich Schede im Jahre 1675 starb, wurde er in den Sophienkirche in Dresden beigesetzt. Darin erinnerte bis zur Zerstörung der Kirche 1945 eine Metallplatte. Neben ihm fand seine 1682 verstorbene Ehefrau Elisabeth Schade geborene Wille ihre letzte Ruhestätte, die ebenfalls mit einer Metallplatte geehrt wurde.
Melchior Heinrich Schede hinterließ mehrere unmündige Kinder, darunter die drei Söhne Johann Christian, Melchior Heinrich und Franz Theodor Schede. Der mittlere dieser Söhne, Melchior Heinrich Schede, starb am 17. Dezember 1689 in Bukarest als Adjutant des Generalwachtmeisters Graf von Trautmannsdorff. Franz Theodor Schede studierte 1692 in London und erwarb im folgenden Jahr von seinem älteren Bruder Johann Christian Schede dessen Hälfte am Rittergut Plotha, so dass er fortan alleiniger Besitzer dieses Gutes war. Franz Theodor Schede starb am 25. August 1708 kinderlos. Plotha fiel dadurch an seinen Bruder Johann Christian Schede, General-Auditeur. Aber auch dieser starb kinderlos am 29. September 1720 in Plotha, so dass Plotha an dessen Mitbelehnte und sich seitdem nicht mehr im Besitz seines Vertreters der Familie Schede befand.
Daneben hatte er ab 1662 auch das Rittergut Ammelgoßwitz besessen.